# Риппах
Риппах (нем. Rippach) — деревня в Германии, в земле Саксония-Анхальт. Входит в состав города Лютцен района Бургенланд.

## История
Ранее Риппах имела статус общины (коммуны), подчинявшейся управлению Лютцен-Визенгрунд. В её состав входили населённые пункты Риппах, Гросгёрен, Клайнгёрен и Пёрстен. Население составляло 689 человек (на 31 декабря 2006 года). Занимало площадь 7,79 км². 1 января 2010 года община Риппах вошла в состав города Лютцен.